# Diego Rivera
Diego Rivera (født 8. december 1886 i Guanajuato, død 24. november 1957 i Mexico City) var en mexicansk maler, hvis fulde navn var Diego María de la Concepcíon Juan Nepomuceno Estanislao de la Rivera y Barrientos Acosta y Rodríguez.
Rivera drog til Paris for at bo og arbejde sammen med det stigende antal kunstnere i Montparnasse, hvor hans ven Amedeo Modigliani portrætterede ham i 1914.
"Tiden efter Den Mexicanske Revolution i 1910-19 var præget af el muralismo (eller mexicansk muralisme), muralisternes politiske engagement, deres ekspressive stil med træk hentet fra den indianske og folkelige kultur. Mest fremtrædende var ... Rivera, José Clemente Orozco og David Alforo Siqueiros. Rivera udførte et af de vigtigste muralmalerier, baseret på Mexicos historie (1930-35, Palacio Nacional)".
I sit udisciplinerede og tiltagende voldelige privatliv blev Rivera efter korte affærer far til flere børn. Han ville ikke kendes ved nogen af dem. I de tidlige 1920'ere forlod han Frankrig og vendte tilbage til Mexico, hvor han blev interesseret i venstrefløjspolitik. Der malede han sin første fresko, hvor etniske mexicanske emner blev portrætteret i en politisk sammenhæng.
Han blev senere kendt for sine storslåede freskoer, som skildrede det mexicanske folks liv og historie (især folkeopstandene). Det var oprindelsen til gavl- og murmaleri, som vi kender det i dag. I 1921 gik han i gang med en række freskoer i offentlige bygninger, som skildrede Mexicos historie i en opfindsom stil, der kombinerede realisme med stærk påvirkning af præ-columbiansk, mesoamerikansk kunst.
Efter flere ægteskaber og kærlighedsaffærer blev han præsenteret for Frida Kahlo, en militant kommunist. Han rejste senere til Moskva, men blev udvist af myndighederne på grund af sit engagement i anti-sovjetisk politik. I 1929 vendte han tilbage til Mexico, og i en alder af 43 år giftede han sig med den 22-årige Frida Kahlo.
I 1930-34 færdiggjorde han en række freskoer i USA, som primært skildrede det industrialiserede liv. I 1933 blev hans fresko Man at the Crossroads (mennesket på en skillevej) i Rockefeller Center i New York City fjernet efter en voldsom opstandelse i pressen, fordi den indeholdt et portræt af Lenin. På grund af den negative omtale blev en fresko, som skulle have været malet til Verdensudstillingen i Chicago, afbestilt. I december 1933 vendte en vred og ydmyget Diego Rivera tilbage til Mexico.
Efter at have meldt sig ind i det internationale fællesskab af kommunister blev han ven med den sovjetiske borger Lev Trotskij, som levede i eksil og en overgang boede i Riveras hjem i Mexico. Men de blev uvenner, og kort tid efter at have forladt Riveras hjem blev Trotskij snigmyrdet.
Få år efter Frida Kahlos selvmord i 1954 pådrog han sig en sjælden form for kræft og døde af hjertestop i 1957. Han er begravet i Panteon de Dólores i Mexico City.

## Udvalgte verker
- "Detroit Industry Fresco Cycle" (1932-33) [4]
- Baile in Tehuantepec ["dans i Tehuantepec "] (1928)[5]